# Stronger
Stronger este al cincilea album de studio creat de interpreta de muzică pop de origine americană Kelly Clarkson. A fost lansat pe 25 octombrie 2011. A primit patru nominalizări la Premiile Grammy, câștigând unul.

## Compunere și lansare
În noiembrie 2009, Clarkson a acordat un interviu pentru MTV spunând că a scris, în timpul tuneului "All I Ever Wanted", melodii pentru al cincilea album de studio și speră să fie lansat într-o versiune finală în anul 2010. Ea a colaborat cu producătorii celui de-al patrulea album, Howard Benson și Claude Kelly, producătorul albumului My December Jason Halbert, precum și cu Rodney Jerkins și Toby Gad.
Clarkson și-a terminat de înregistrat cel de-al cincilea album pe 28 februarie 2011 și l-a descris "influentat de Prince, Tina Turner, Crow Sheryl, Radiohead și există puține influențe din muzica country la unele melodii." Pe 15 martie 2011 a anunțat că albumul a fost amânat până în septembrie 2011. Rodney Jerkins a declarat pentru The Hollywood Reporter că a fost o "decizie inteligentă", în timp ce Claude Kelly, a declarat pentru MTV News că mutarea ar putea fi în favoarea ei.
La data de 6 iunie 2011 RCA Records a lansat albumul lui Clarkson în formatul pre-comandă prin magazinul de pe site-ul ei personal.
Primul single, "Mr. All It Know" a avut premiera prin webcast live pe site-ul oficial al lui Kelly pe 30 august 2011, piesa a fost disponibilă pe iTunes pe 5 septembrie 2011. Pe 17 august, coperta a fost lansată pe pagina oficială de Facebook a lui Kelly, dar a fost anunțat și titlul albumului, "Stronger". 

## Lista melodiilor
| Stronger        |                                    |                                                          |                            |         |  |
| Nr.             | Titlu                              | Autor(i)                                                 | Producător(i)              | Lungime |  |
| 1.              | „Mr. Know It All”                  | Brian Seals, Ester Dean, Brett James, Dante Jones        | Brian Kennedy, Dean, Jones | 3:53    |  |
| 2.              | „What Doesn't Kill You (Stronger)” | Jörgen Elofsson, Ali Tamposi, David Gamson, Greg Kurstin | Kurstin                    | 3:42    |  |
| 3.              | „Dark Side”                        | busbee, Alexander Geringas                               | Kurstin                    | 3:45    |  |
| 4.              | „Honestly”                         | Tom Shapiro, Robert Marvin, Catt Gravitt                 | Kurstin                    | 3:36    |  |
| 5.              | „You Love Me”                      | Kelly Clarkson, Josh Abraham, Oliver Goldstein           | Abraham, Oligee            | 4:04    |  |
| 6.              | „Einstein”                         | Clarkson, Toby Gad, Bridget Kelly, James Fauntleroy      | Gad                        | 2:59    |  |
| 7.              | „Standing in Front of You”         | Clarkson, Aben Eubanks                                   | Jason Halbert              | 3:59    |  |
| 8.              | „I Forgive You”                    | Rodney Jerkins, Andre Lindal, Lauren Christy             | Darkchild, Lindal          | 3:04    |  |
| 9.              | „Hello”                            | Clarkson, Abraham, Goldstein, Bonnie McKee               | Abraham, Oligee            | 3:00    |  |
| 10.             | „The War Is Over”                  | Gad, Olivia Waithe                                       | Gad                        | 3:57    |  |
| 11.             | „Let Me Down”                      | Clarkson, Chris DeStefano                                | DeStefano                  | 3:24    |  |
| 12.             | „You Can't Win”                    | Clarkson, Abraham, Goldstein, Felix Bloxsom              | Abraham, Oligee            | 4:20    |  |
| 13.             | „Breaking Your Own Heart”          | Jennifer Hanson, Michael Logen                           | Howard Benson              | 3:49    |  |
| Lungime totală: | Lungime totală:                    | Lungime totală:                                          | Lungime totală:            | 47:25   |  |

## Legături externe
- Stronger at Metacritic
- Site web oficial